# Hatterasi
Hatterasi lub Hatterasowie – plemię Indian Ameryki Północnej zamieszkujący mierzeję po obu stronach Przyl. Hatteras w dzisiejszym stanie Karolina Północna.
Wywodzili się prawdopodobnie od Algonkinów, ale sami siebie wywodzili od białych ludzi. Jest teoria, że podobnie jak Kroatanie mogli mieć w swych żyłach domieszkę europejskiej krwi, jako że przy Przyl. Hatteras, zwanym „cmentarzyskiem żaglowców” rozbiło się wiele różnych statków. W pobliżu znajdowała się też Zaginiona Kolonia, założona przez Waltera Raleigha, której mieszkańcy zniknęli bez śladu w roku 1590.